# Psorotheciopsis
Psorotheciopsis — рід грибів родини Gomphillaceae. Назва вперше опублікована 1900 року.